# Daniel Cutting
Daniel Cutting é um praticante profissional de "Freestyle football", modalidade da qual é campeão mundial, e recordista em algumas categorias.

## Recordes Mundiais
- 2011 - Menor tempo percorrido de 100m com a bola na cabeça - 18.53[2]
- 2012 - 158 embaixadinhas com o lábio (reconhecido pelo Guinness Book)[3][4]